# Dioscorea heteropoda
Dioscorea heteropoda là một loài thực vật có hoa trong họ Dioscoreaceae. Loài này được Baker mô tả khoa học đầu tiên năm 1882.